# Boesmans River
Der Boesmans River (Afrikaans/englisch; auch Bushman’s River; Afrikaans: Boesmansrivier; deutsch etwa: „Buschmannfluss“ oder „San-Fluss“) ist ein Fluss in der südafrikanischen Provinz Ostkap (Eastern Cape). Zwei Flüsse in den südafrikanischen Provinzen KwaZulu-Natal und Westkap tragen denselben Namen.

## Verlauf
Der Boesmans River entspringt nördlich von Kirkwood im Gebirge Suurberge. Er fließt ostwärts durch Alicedale, nimmt dort den New Year’s River auf und wendet sich dann in zahlreichen Windungen südostwärts. Dabei passiert er das Shamgari Game Reserve und das Kikuyu Lodge Game Reserve. Rund 33 Kilometer vor der Mündung wird der Fluss zum Ästuar. Zwischen den Orten Boesmansriviermond und Kenton-on-Sea mündet er in den Indischen Ozean. Die Mündung liegt nur wenig südwestlich der Mündung des Kariega River.

## Hydrometrie
Die Abflussmenge des Boesmans River wurde am Pegel Donker Hoek, bei gut der Hälfte des Einzugsgebietes,  über die Jahre 1957 bis 2021 in m³/s gemessen.

## Staudämme
Der New Year’s River wird durch den New Year’s Dam gestaut, der Alicedale mit Trinkwasser versorgt.